# Pristobunus acuminatus
Pristobunus acuminatus is een hooiwagen uit de familie Triaenonychidae. De wetenschappelijke naam van de soort is als Triaenobunus acuminatus voor het eerst geldig gepubliceerd in 1920 door H.R. Hogg.